# Adomiškio pelkė
Adomiškio pelkė este o arie protejată (sit de importanță comunitară — SCI) din Lituania întinsă pe o suprafață de 71 ha, integral pe uscat.

## Localizare
Centrul sitului Adomiškio pelkė este situat la coordonatele 55°10′25″N 25°13′27″E / 55.1737°N 25.2242°E.

## Înființare
Situl Adomiškio pelkė a fost declarat sit de importanță comunitară în iunie 2005 pentru a proteja 3 specii de animale.

## Biodiversitate
Situată în ecoregiunea boreală, aria protejată conține 3 habitate naturale: Păduri caducifoliate bătrâne naturale hemiboreale fino-scandinave (Quercus, Tilia, Acer, Fraxinus sau Ulmus) bogate în specii epifite, Păduri fino-scandinave bogate în ierburi cu Picea abies, Păduri caducifoliate de mlaștină fino-scandinave.
La baza desemnării sitului se află mai multe specii protejate:
- amfibieni (1): buhai de baltă cu burta roșie (Bombina bombina)
- nevertebrate (2): libelule (Leucorrhinia pectoralis), fluturele purpuriu (Lycaena dispar)

Pe lângă speciile protejate, pe teritoriul sitului au mai fost identificate 2 specii de păsări, 3 specii de nevertebrate.